# Tūp Derakht
Tūp Derakht (persiska: توپ درخت) är en ort i Iran.   Den ligger i provinsen Khorasan, i den nordöstra delen av landet, 700 km öster om huvudstaden Teheran. Tūp Derakht ligger 1 062 meter över havet och antalet invånare är 211.
Terrängen runt Tūp Derakht är platt. Runt Tūp Derakht är det ganska tätbefolkat, med 185 invånare per kvadratkilometer. Närmaste större samhälle är Shāndīz, 17,6 km söder om Tūp Derakht. Trakten runt Tūp Derakht består i huvudsak av gräsmarker.